# Grete Wiesenthal

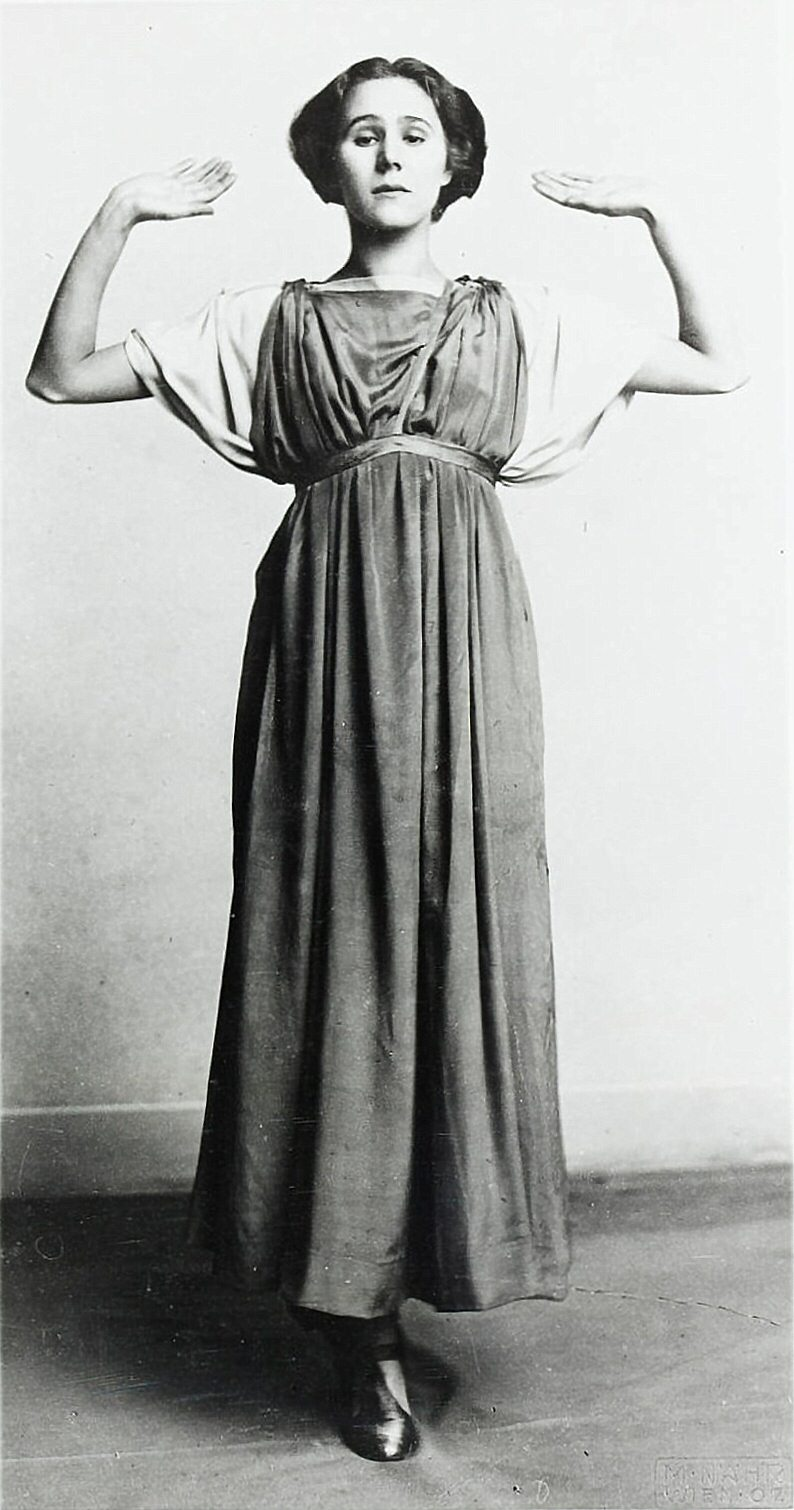
Grete Wiesenthal, Foto: Moritz Nähr, zwischen 1906 und 1908

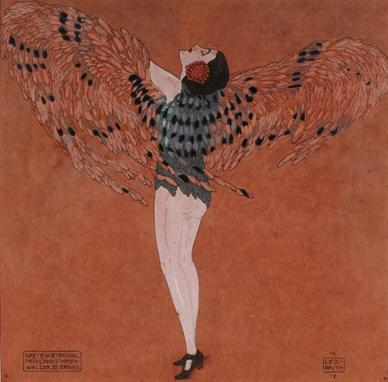
Leo Rauth: Grete Wiesenthal tanzt den Frühlingsstimmenwalzer, Graphik 1910

Grete Wiesenthal (* 9. Dezember 1885 in Wien, Österreich-Ungarn; † 22. Juni 1970 in Wien, Österreich) war eine österreichische Tänzerin, Schauspielerin, Choreografin und Tanzpädagogin.

## Leben

### Ausbildung und Anfänge
Bereits im Alter von zehn Jahren wurde sie in die Ballettschule der damaligen Wiener Hofoper aufgenommen, wo sie klassisches Ballett lernte. Von 1901 bis 1907 wirkte sie dort als Tänzerin. 1905 wurde sie zur Koryphäe des Wiener Hofopernballetts ernannt und spielte 1907 die Titelrolle in Die Stumme von Portici.
Trotz ihrer Erfolge verließ sie 1907 die Oper und gründete 1908 mit ihren Schwestern Elsa und Bertha eine unabhängige Tanzgruppe, in der sie einen neuen, unklassischen Tanzstil entwickelte, der sich durch besondere Schwungtechniken auszeichnete.
Am 14. Jänner gaben die Schwestern mit eigenwilligen Walzerinterpretationen im Wiener Kabarett Fledermaus ihr Debüt. Später unternahmen sie Tourneen nach Berlin, St. Petersburg, Budapest und Prag. Max Reinhardt engagierte sie für seine Pantomime Sumurun.
Grete machte sich 1910 von ihren Schwestern selbständig, nachdem sie den Maler Erwin Lang geheiratet hatte. 1912 trat sie als Küchenjunge in der von Reinhardt inszenierten Uraufführung der Oper Ariadne auf Naxos von Richard Strauss auf. Als tanzende Botschafterin des Wiener Walzers, insbesondere von Johann Strauss (Sohn), erreichte sie in diesen Jahren eine große Popularität. Ihr Tanzstil vereinte Elemente des klassischen Balletts mit denen des modernen Tanzes. Grete Wiesenthals Tanzpartner war mehrmals Toni Birkmeyer (Vater von Michael Birkmeyer). Auch als Stummfilmschauspielerin hatte sie einige Auftritte.

### Tanzgruppe
1912 gründete sie eine eigene Tanzgruppe und 1917 eine Tanzschule in Wien. Vorübergehend wirkte sie als Theaterschauspielerin und unternahm 1921/22 eine Gastspielreise durch Europa.
1922 wurde Wiesenthal im Wiener Café Museum auf den Autor Richard Billinger aufmerksam, den sie mit gedämpfter Stimme eigene Verse rezitieren hörte, und vermittelte ihm die Freundschaft zu Hugo von Hofmannsthal. 1928 tanzte und spielte sie bei der Eröffnung der Salzburger Festspiele in Billingers Stück Perchtenspiel durch die Exl-Bühne in der Rolle der schönen Perchtin.
1930 inszenierte sie ihr Ballett Der Taugenichts von Wien an der Wiener Staatsoper. Von 1930 bis 1959 war sie choreografische Mitarbeiterin der Salzburger Festspiele und choreografierte hier unter anderem 1927 Iphigenie in Aulide. 1934 bis 1952 lehrte sie an der Tanzabteilung der Akademie für Musik und darstellende Kunst in Wien.

### Grete Wiesenthal und Max Reinhardt
Grete Wiesenthal war mehrmals choreographierend wie auch als ausführende Tänzerin bei Produktionen von Max Reinhardt in Aufführungen für die Salzburger Festspiele tätig. Schon im Jahre ihres Debüts (1908) integrierte er sie mit Unterstützung von Hugo von Hofmannsthal gemeinsam mit ihrer Schwester Elsa in die Berliner Inszenierung von Aristophanes’ Lysistrata. 1910 produzierte Reinhardt mit Grete Wiesenthal die legendäre und später weltweit gespielte Pantomime Sumurûn von Friedrich Freska. Mit dem Schneidergesellen und dem Küchenjungen in Molieres Der Bürger als Edelmann (Stuttgart 1912) entstanden zwei weitere Wiesenthal-Arbeiten für Max Reinhardt. 1928 trat die zu diesem Zeitpunkt bereits international gefeierte Tänzerin bei den Salzburger Festspielen auf. Neben einem Tanzabend (gemeinsam mit Toni Birkmeyer) trat sie auch – in einer Sprechrolle – in der Uraufführung von Richard Billingers Perchtenspiel auf, ein Stück, das als „Tanz- und Zauberspiel vom törichten Bauern, von der Windsbraut und den Heiligen“ bezeichnet wurde. Max Reinhardts Inszenierung der Fledermaus (Berlin 1929) war „durchchoreographiert“ und in Zusammenarbeit mit Grete Wiesenthal entstanden.

### Zeit des Nationalsozialismus und Nachkriegszeit
Nach dem „Anschluss“ Österreichs gewährte sie verfemten Persönlichkeiten in ihrer Wohnung ein Refugium und half jüdischen Freunden wie der Tänzerin Lily Calderon-Spitz. 1945 wurde sie Leiterin der Tanzabteilung der Akademie für Musik und Bildende Kunst und blieb es bis 1952. Von 1952 bis 1959 war sie bei den Salzburger Festspielen für die Choreografie im Jedermann verantwortlich. Ihre Jugend bis zum Austritt aus der Wiener Hofoper schilderte sie in der Autobiographie Der Aufstieg.
Sie ruht in einem ehrenhalber gewidmeten Grab auf dem Wiener Zentralfriedhof (55-13). 1981 wurde die Wiesenthalgasse in Wien-Favoriten nach ihr benannt.

## Ballette
- 1908: Der Geburtstag der Infantin  (Pantomime nach Oscar Wildes gleichnamigem Märchen, Musik von Franz Schreker). Eine Prosaskizze, „Die Schwestern Wiesenthal“ von Hans Kaltneker erzählt von dieser Pantomime, mit der die Schwestern Wiesenthal im Wiener Apollo erstmals vor die Öffentlichkeit traten.
- 1916: Die Biene (Musik von Clemens von Franckenstein)
- 1930: Der Taugenichts in Wien (Musik von Franz Salmhofer)

## Schriften
- Der Aufstieg. Aus dem Leben einer Tänzerin. Berlin 1919 (Autobiographie), neu aufgelegt unter dem Titel Die ersten Schritte. Wien 1947.

## Filmografie
- 1913: Das fremde Mädchen (Den okända)
- 1914: Die goldene Fliege
- 1914: Erlkönigs Tochter
- 1914: Kadra Sâfa
- 1919: Der Traum des Künstlers